# Varzim Sport Clube 2016-2017
Questa voce raccoglie le informazioni riguardanti il Varzim Sport Clube nelle competizioni ufficiali della stagione 2016-2017.

## Rosa
| N. |                        | Ruolo | Calciatore     |
| -- | ---------------------- | ----- | -------------- |
| 1  | Portogallo (bandiera)  | P     | Paulo Cunha    |
| 2  | Portogallo (bandiera)  | D     | Lima Pereira   |
| 4  | Portogallo (bandiera)  | D     | Sandro Cunha   |
| 6  | Stati Uniti (bandiera) | D     | Keaton Parks   |
| 7  | Portogallo (bandiera)  | C     | Tiago Alves    |
| 8  | Portogallo (bandiera)  | C     | Nelsinho       |
| 10 | Portogallo (bandiera)  | C     | Rui Neta       |
| 11 | Portogallo (bandiera)  | C     | Rui Costa      |
| 12 | Brasile (bandiera)     | D     | Jean Felipe    |
| 13 | Capo Verde (bandiera)  | D     | Delmiro        |
| 16 | Argentina (bandiera)   | C     | Daniel Denot   |
| 18 | Brasile (bandiera)     | C     | Leonel Olímpio |

| N. |                       | Ruolo | Calciatore       |
| -- | --------------------- | ----- | ---------------- |
| 19 | Portogallo (bandiera) | C     | Villagrán        |
| 20 | Brasile (bandiera)    | C     | Diego Barcelos   |
| 22 | Portogallo (bandiera) | D     | Pedro Santos     |
| 23 | Capo Verde (bandiera) | A     | Mailó            |
| 29 | Portogallo (bandiera) | C     | Sérgio Organista |
| 46 | Portogallo (bandiera) | D     | Nelson Agra      |
| 55 | Portogallo (bandiera) | C     | Estrela          |
| 74 | Portogallo (bandiera) | P     | Daniel Marinho   |
| 77 | Portogallo (bandiera) | A     | Rui Coentrão     |
| 88 | Brasile (bandiera)    | P     | Paulo Vítor      |
| 92 | Brasile (bandiera)    | D     | Jeferson Bahia   |
| 99 | Spagna (bandiera)     | A     | Eder Díez        |